# سیمز ۴
سیمز ۴ (به انگلیسی: The Sims 4) یک بازی ویدئویی در سبک شبیه‌سازی زندگی و عنوان چهارمین قسمت اصلی از مجموعه بازی‌های سیمز است که توسط ماکسیس توسعه یافته و به‌وسیلهٔ الکترونیک آرتس در تاریخ ۲ سپتامبر ۲۰۱۴، در آمریکای شمالی برای مایکروسافت ویندوز وارد بازار شد. الکترونیک آرتس بازی را در تاریخ ۱۶ اردیبهشت برای رایانه شخصی او اس ده یوسمیت رونمایی کرد.
این بازی دارای مفهومی یکسان با سیمز ۳ است؛ بازیکن رفتار خود را در پویایی‌های گوناگون کنترل می‌کند و می‌تواند روابط را تشکیل دهد و با مردم دوست شود و سر کار رود.

## روند بازی
روند بازی در سیمز ۴ دچار تغییراتی شده‌است. به عنوان مثال، خودرو حذف شده و حمل و نقل به صورت انتقال (Teleport) صورت می‌گیرد. گرافیک بازی نیز به صورت کارتونی درآمده و شبیه سیمز ۳ نیست. برای خرید لباس در این بازی، نیازی به رفتن به مغازه نیست. در این بازی، بازیکن می‌تواند روابط دوستانه یا عاطفی با دیگران برقرار کند، سر کار برود، یا در صورت داشتن محتوای قابل دانلود، اقدام به انجام فعالیت‌هایی چون رفتن به برخی شغل‌های خاص، رفتن به پیک‌نیک، داشتن حیوانات خانگی، خرید فروشگاه و رستوران و... کند. همچنین با داشتن محتوای قابل دانلود، برخی وسایل و لباس‌های جدید به بازی اضافه می‌شوند. همچنین در پک های جدید این بازی می توان شخصیت اصلی را انسان، خوناشام، جادوگر، فضایی و یا پری دریایی انتخاب کرد .

## توسعه
این بازی توسط استودیو سیمز و ماکسیس توسعه یافته‌است که برخلاف سیمز ۳ که توسط The Sims Studio standalone توسعه یافته بود.
در ۲۰ اوت کنفرانس مطبوعاتی گیمزکام در نمایشگاه باعث شد که نگاه بازدیدکنندگان اول به این بازی بشود. این یک بازی ویدئویی تک‌نفره است و نیاز دسترسی به اینترنت برای بازی کردن ندارد.
سیمز۵
سازندگان در سال ۲۰۲۴ اعلام کردند که بازی sims5 از توسعه خارج شده و برنامه ای برای انتشارش ندارد و به همان روال بروز رسانی و آپدیت های سیمز ۴ می پردازند.

## پک‌ها و آپدیت ها
توسعه دهندگان سه نوع پک اکسپنشن پک، گیم پک و استاف را برای سیمز 4 در نظر گرفته و به مرور منتشر کرده اند که استاف‌پک کوچکترین و کم امکانات ترین آنها بوده و اکسپنشن‌پک نیز بزرگترین و پر امکانات ترین آنهاست. همچنین هر چند وقت یک بار، آپدیت های مجانی برای بازی منتشر میشود که تغییراتی در بازی به وجود می آورد.
همچنین در تاریخ 21 فوریه سال 2021، سازندگان از نوع جدیدی از پک ها که Kit نام دارند رونمایی کردند که این پک ها، کوچکترین نوع بسته های الحاقی برای بازی به شمار میروند

### اکسپنشن پک ها
Get to Work
Get Together
City Living
Cats & Dogs
Seasons
Get Famous
Island Living
Discover University
Eco Lifestyle
Snowy Escape
Cottage Living
High School Years
Growing Together
Horse Ranch
For Rent
Lovestruck

### گیم پک ها
1. بازگشت به طبیعت
2. روز آرامش
3. میهمانی شام
4. خون‌آشام‌ها
5. پدر و مادر بودن
6. ماجراهای جنگل
7. شهر عجیب و غریب
8. قلمرو جادو
9. جنگ ستارگان : سفر به باتو
10. طراح داخلی خانه رویایی

### استاف پک ها
1. مهمانی شیک
2. حیاط بی نقص
3. آشپزخانه باحال
4. وسایل ترسناک
5. فیلم دیدن دورهمی
6. باغ رمانتیک
7. اتاق بچه ها
8. وسایل حیاط پشتی
9. درخشش وسایل قدیمی
10. شب بولینگ
11. وسایل بدنسازی
12. وسایل نوپاها
13. روز رختشویی
14. اولین حیوان خانگی من
15. وسایل برند موسکینو
16. زندگی نقلی
17. بافتنی شیک
18. فراطبیعی

### کیت ها
1. Throwback Fit + Country Kitchen + Bust the Dust
2. Courtyard Oasis